# Иљушин Ил-62
Иљушин Ил-62 (НАТО назив Classic) је совјетски четворомоторни путнички авион са млазним моторима смештеним на репном делу трупа, намењен дуголинијском авио саобраћају. Први пут је полетео 1963, у редован саобраћај је укључен марта 1967. године, а на међународној линији Москва - Монтреал 15. септембра 1967. године. У зависности од конфигурације могао је да превезе од 168 до 186 путника. Заменио је својим појављивањем чувени турбоелисни Ту-114, а из употребе су га потиснули нови широкотрупни авиони Ил-86 и Ил-96.

## Пројектовање и развој
Почетком 60.-тих година двадесетог века Аерофлот је губио конкурентску трку са западним авио-компанијама које су већ тад, за дуголинијски авио саобраћај користиле путничке авионе на млазни погон Даглас ДЦ-8 и Боинг 707, док је он користио авионе на турбоелисни погон Ил-18 и Ту-114. Захтев Аерофлота је био дуголинијски авион који по својим техно економским карактеристикама: брзина лета, долет, ефикасност превоза, поузданост и удобност путника буду најмање на нивоу класе својих конкурената, а поред тога да обезбеди сигурност лета у случају отказа мотора, и што је најважније преживљавање авиона у случају уласка у зону снажних атмосферских турбуленција јер дотадашњи путнички авиони у овим случајевима су имали веома тужан крај.
Конструкционом бироу Иљушина ово је био први пројект путничког авиона на млазни погон. До тада су имали искуства са пројектима војних авиона на млазни погон а путничке авионе су пројектовали на клипно елисни погон (Ил-12, Ил-14, Ил-18 Аш73) и турбо елисни погон (Ил-18, Ил-38). 
У време пре него што су почети радови на пројекту Ил-62, објављени су резултати истраживања падова првих британских путничких авиона на млазни погон Комет откривен је феномен „концентрације напона“ тако да је пројектовање и тестирање Ил-62 трајало доста дуго. Пројект је отпочет 1961. године, прототип је полетео 1963, а онда су почела дуготрајна и темељна тестирања тако да је авион укључен у редован саобраћај тек 1967. године.
Карактеристике дизајна авиона Иљушин Ил-62 су: једнокрилац са ниско постављеним стреластим крилом, четири млазна мотора смештена на крменом делу авиона, труп авиона је елиптичног облика монокок конструкције, стајни трап је трицикл са главним ногама испод крила а једном предњом носном ногом. Код Ил-62 је примењена веома једноставна конструкција стајног трапа која се током коришћења показала као добра и поуздана па се тиме наметнула као стандард за стајне трапове многих путничких авиона.

### Технички опис
Конструкција авиона са распоредом четири млазна мотора на крменом (репном) делу авиона омогућила је „чиста крила“ са високом аеродинамичком ефикасношћу и ефикасном механизацијом што је обезбедило најбоље карактеристике крила при полетању, слетању и хоризонталном лету авиона. Ово је уједно обезбедило нижи ниво буке у кокпиту и кабини путника, а тиме и повећан ниво комфора за путнике. Мотори су концентрисани и налазе се близу један другоме, што у случају отказа једног од њих неће значајније утицати на оптерећење управљања авионом. Са друге стране позиционирање мотора на репном делу трупа изискује ојачавање дела трупа од крила до репа авиона што проузрокује повећање тежине, тако да оваква конструкција авиона у принципу има већу тежину од авиона где се мотори позиционирају на крилима авиона. Вештим пројектовањем и темељним испитивањем конструкције постигнуто је да је тежина Ил-62 веома блиска сличним авионима са крилно позиционираним моторима. Ово је проистекло из тежње пројектаната да смање тежину структуре где год је то могуће а да се не угрози поузданост и безбедност авиона. Рецимо, заменом једносмерног електричног система од 27 V, много поузданијим системом наизменичне струје од 220 V, авион је олакшан за 600 кг. 
Дуплирањем основних и најважнијих агрегата који су од значаја за сигурност лета добио се веома поуздан и сигуран авион. Ил-62 може да полети са отказом једног од четири мотора, да лети и слети са отказом два мотора. Авион је опремљен навигационом опремом и аутоматским системом контроле свих главних параметара лета што обезбеђује високу поузданост и сигурност у раду комплетног авиона и знатно олакшава рад посаде авиона, а такође омогућује лет авиона у свим метеоролошким условима, на свим географским ширинама и током целог дана.
Код авиона Ил-62 први пут се код руских путничких авиона користи систем обрнути (реактивни) потисак мотора који омогућава ефикасније кочење авиона (мотором) што је веома значајно код слетања на мокре и залеђене писте. Коришћењем контра потиска знатно се смањује дужина писте потребна за слетање и омогућава авиону да вози уназад (рикверц). Овим системом су опремљена два спољна мотора на Ил-62.

### Варијанте авиона Ил-62
- Ил-62 - прва производна верзија авиона са моторима Кузњецов НК-8, са петочланом посадом и 186 путничких места,
- Ил-62М - верзија авиона са моторима Солвиев Д-30КУ, са петочланом посадом и 174 путничких места,
- Ил-78МК - верзија авиона за средње линије са моторима Солвиев Д-30КУ, са петочланом посадом и 195 путничких места,

## Оперативно коришћење
Авион Иљушин Ил-62 се производио од 1963 до 1993. године у фабрици авиона у Казању. Укупно је за то време произведено 292 авиона од чега 5 прототипова, 94 примерка Ил-62 и 193 примерка авиона Ил-62М.
Ил-62 је добио сертификат да лети у складу са стандардима за пловидбеност ИКАО који се односи на цивилно ваздухопловство. У току 1977. године овај авион је оборио 5 светских рекорда за лет, брзину и долет.

### Коришћење у свету
У преко 30 земаља је коришћен од 1967. године до данас. Међу компанијама које су користиле овај авион биле су: Аерофлот, ЧСА, ЛОТ, Интерфлуг, Ер Египт, као и Јапан Ерлајн, Ер Франс, и КЛМ. Прве летове на домаћим линијама, Ил-62 је обавио на Аерофлотовим линијама Москва-Новосибирск и Москва-Хабаровск дана 10. марта 1967. године. На међународним линијама први лет је обављен на линији Москва-Монтреал 15. септембра 1967. године. Побољшана верзија овог авиона Ил-62М са штедљивијим и тишим моторима Соловљев Д-30КУ се појавила 1971. године у Паризу. Са овим авионом је 1975. године, обављен лет од Москве до Сијетла преко северног пола. Иљушин Ил-62 је био авион наменски пројектован као путнички авион. Међутим његови квалитети су определили Гамбију, Источну Немачку, Мозамбик, Северну Кореју, Русију и Судан да овај авион користе и за војне потребе.
Потврда квалитета овог авиона је и то што је овај авион изабран за службени авион председника Совјетског Савеза а касније и Русије.

## Земље које користе или су користиле овај авион
| - Ангола - Камбоџа - Централноафричка Република - Кина - Чехословачка - Источна Немачка - Египат - Француска - Гамбија | - Грузија - Гвајана - Мађарска - Индија - Јапан - Казахстан - Либија - Мозамбик - Холандија | - Пољска - Румунија - Русија - Северна Кореја - Судан - Узбекистан - Украјина - Вијетнам - Заир |